# Giovanni Agusto
Giovanni Agusto (Ferrara, 29 giugno 1988) è un cestista italiano.
Ala di 201 cm, ha disputato gli Europei 2014 con la Nazionale italiana 3×3.